# گهانزی (بوتسوانا)
گهانزی (به انگلیسی: Ghanzi) شهری در ناحیهٔ قانزی کشور بوتسوانا است که در سال ۲۰۰۰ میلادی ۱۰٬۷۹۵ نفر جمعیت داشته که از این تعداد، ۵٬۳۷۵ نفر مرد و ۵٬۴۲۰ نفر زن بوده‌اند.